# 카이제르스베르그
카이제르스베르그(프랑스어: Kaysersberg, 프랑스어 발음: [kajzœʁsbɛʁɡ], 독일어: Kaysersberg 카이저스베르크[*], 알레만어: Kaiserschbarig 카이저슈바리히)는 프랑스 북동부 그랑테스트의 오랭주의 옛 코뮌이다. 2016년 1월 1일 카이제르스베르그비뇨블(Kaysersberg Vignoble)이라는 신설 코뮌으로 통합됐다.
이곳의 명칭은 독일어로 '황제의 산'을 의미한다. 이곳의 주민들은 카이제르스베르주아(Kaysersbergeois)라고 불린다.
이 도시를 특징짓는 고도의 요새는 전략적 중점이자 최근의 전쟁의 흔적으로서 사용되고 있다. 알자스로렌의 나머지 지역처럼, 카이제르스베르그도 프로이센-프랑스 전쟁과 제1차 세계 대전 사이 동안 독일의 영토였다.
카이제르스베르그는 알자스 지역의 최상의 화인을 만드는 곳 중 하나이다. 최초의 포도밭은 16세기 헝가리에서 도래했으며 와인 주조는 카이제르스베르그의 지역주력산업이다. 피노 그리(pinot gris)로 만들어진 와인은 이곳의 특산품이다.

## 인구
| 연도 | 인구  | ±%    |
| ---- | ----- | ----- |
| 2006 | 2,715 | —     |
| 2007 | 2,720 | +0.2% |
| 2008 | 2,726 | +0.2% |
| 2009 | 2,721 | −0.2% |
| 2010 | 2,713 | −0.3% |
| 2011 | 2,709 | −0.1% |
| 2012 | 2,705 | −0.1% |
| 2013 | 2,701 | −0.1% |

## 출신 인물
카이제르스베르그는 신학자이자 음악가, 철학자, 의사인 알베르트 슈바이처가 태어난 곳이다.